# 스튜어드십 코드
스튜어드십 코드(stewardship code) 또는 국민연금기금 의결권 행사 지침(議決權行事指針)이란 연기금이 기업의 의사결정에 개입할 수 있도록 하는 제도를 의미한다. 주인의 재산을 관리하는 집사(스튜어드)처럼, 기관투자자로서 국민연금이 가입자 재산을 제대로 관리하기 위해 투자기업 의사 결정에 적극적으로 개입하라는 취지에서 만들어졌다.
대한민국은 2018년 7월 30일 이 제도가 마련되어, 국민연금이 투자한 기업의 경영에 개입할 수 있게 되었다.
다른 나라의 스튜어드십 코드와 비교할 수 없다.  그 이유는 첫째로, 가장 먼저 도입한 영국의 경우 법으로 도입하였기 때문이고, 또한 영국과 미국 등은 국민연금이 상장기업주식에 투자를 할 수 없기 때문이다. 두 번째 이유의 경우 정치적인 이유로 국민연금이 사용되는 것을 원천적으로 막는 것이다.

## 시초
2010년 영국에서 가장 먼저 법으로 도입하였다. 기업의 배당 확대와 지배구조 개선을 통해 주주이익을 극대화하자는 취지로 만들어졌다. 지침의 핵심은 기관투자자가 투자대상 회사의 경영에 보다 적극적으로 목소리를 내야 한다는 것이며, 문제 소지가 있는 안건에 대해서는 투자대상 회사의 경영진과 사전에 적극적으로 소통해 문제를 바로 잡아야 할 의무도 있다.

## 한국
19대 대선에서 문재인 대통령은 스튜어스십 코드 도입을 대선 공약으로 내세웠다.
그리고 국민연금 기금운용위원회는 2018년 7월 30일 2018년도 제6차 회의를 열어 '국민연금기금 수탁자 책임에 관한 원칙(스튜어드십 코드) 도입방안'을 심의·의결했다. 보건복지부 자료에 따르면, 제도 도입 초기에는 <자본시장과 금융투자업에 관한 법률 시행령>(약칭 자본시장법 시행령) 154조로 규정하는 경영참여에 해당하지 않는 주주권부터 우선 도입하고, 경영참여에 해당하는 주주권은 제반여건이 구비된 후에 이행방안을 마련하여 시행하되, 그 이전에라도 기금운용위원회가 의결한 경우에는 시행할 수 있도록 한다. 또한, 기금자산 가치를 심각하게 훼손할 우려가 있는 기업에 대해서는 문제를 적극 해소·개선할 수 있도록 우선 경영참여에 해당하지 않는 범위 내에서 모든 효과적인 수단을 강구하고 적극 이행한다. 경영참여는 원래 정부 원안에 없었으나, 노동계의 요구를 경영계가 수용하여 받아들여졌다.
박능후 보건복지부 장관은 심각한 기업가치 훼손으로 국민의 소중한 자산에 피해를 주는 기업에 대해서는 국민연금이 주주권을 적극 행사할 것이라고 밝혔다. 또 스튜어드십코드 도입이 건전하게 운영되는 대다수의 기업에게는 더 성장하고 발전하는 계기가 될 것이라며, 국민연금의 독립성이 훼손되는 일은 없을 것이라고 강조했다.
국민연금은 2017년 말 기준 131조 5000억원어치의 국내 주식을 보유하고 있다. 코스피·코스닥 시가총액의 약 7%에 해당한다. 그리고 국민연금이 5% 이상 지분을 가진 기업은 299개이다. 그렇기 때문에 제한적인 경영 개입이라도 그 영향이 강하다는 평가가 나온다.

### 7대 원칙
스튜어드십 코드 도입 방안 공청회에서 발표 된 한국형 스튜어드십 코드의 도입 (안)은 「기관투자자의 수탁자 책임에 관한 원칙(안)」의 제목으로 소개 되었는데, 기본적인 구조는 ①스튜어드십 코드의 도입 목적과 의의, ②원칙의 적용, ③7가지 원칙과 이에 대한 지침의 항목으로 구성되어 있다. 7가지 원칙은 다음과 같다.
1. 수탁자 책임 정책 제정 · 공개
2. 이해상충 방지 정책 제정 · 공개
3. 투자대상회사에 대한 지속적인 점검 · 감시
4. 수탁자 책임 활동 수행에 관한 내부지침 마련
5. 의결권 정책 제정 · 공개, 의결권 행사내역과 그 사유 공개
6. 의결권 행사, 수탁자 책임 이행 활동 보고 · 공개
7. 수탁자 책임의 효과적 이행을 위한 역량 · 전문성 확보

### 찬반론
제도 도입 이전, 대한민국은 기업의 주요 경영활동에서 기관투자자가 반대를 하는 사례가 극히 드물다는 지적이 나왔다. 실제로 금융감독원에 따르면 지난해 정기 주주총회 기준 국내 자산운용사 50곳의 반대의결권 행사 비율은 3.8%로 외국계 자산운용사 11곳의 23.8%에 비해 6분의 1 수준이었다. 국민연금이 삼성물산과 제일모직의 합병에 찬성한 이유가 정치적 외압에 휘둘린 결과였기 때문이라는 의혹도 있었다. 국민연금 기금운용위원회에 참여하는 노동계·시민단체 추천 위원들은 정부가 마련한 '경영참여를 뺀' 스튜어드십 코드 원안은 경영진 일가의 전횡으로 인한 기업·주주가치 훼손을 막을 수 없다며 강하게 반발한 바 있다.
반면 전국경제인연합회 등 경제단체들을 중심으로 기업 경영의 자율성이 침해받는다는 반대 의견이 나온다. 신장섭 싱가포르국립대 교수는 전경련이 주최한 대담에서 "정부 정책을 따라 의사결정을 하면 모두 연금 사회주의가 된다"고 지적했다. 따라서 국민연금이 정권의 쌈짓돈이 되는 것을 막기 위한 '기금운용본부의 독립성 확보'가 중요하다는 지적이 나온다. 시장에서는 청와대가 국민연금 기금운용본부장(CIO) 인선에 직접 개입하고 있다고 비판한다.

### 사례
- 2019년 3월 27일 대한항공 주주총회에서 조양호 대표이사에 대한 연임 표결이 있었는데, 국민연금이 연임에 반대표를 던져 대표이사직에서 물러나게 되었다.[12]